# Повітрянодесантна операція
Пові́трянодеса́нтна опера́ція — узгоджені, взаємозв'язані єдиним замислом і планом дії з'єднань і частин повітрянодесантних військ, авіації і інших сил з перекидання, висадки і рішення бойових завдань в тилу противника з метою досягнення оперативних або оперативно-стратегічних цілей.
Основними показниками повітрянодесантної операції є:
- мета операції,
- склад і завдання повітряного десанту,
- дальність і глибина десантування військ в тил противника,
- тривалість дій в його тилу (тривалість операції).

Характер і зміст повітрянодесантної операції залежить від її цілей, складу повітряного десанту, дальності й глибини десантування військ, тривалості їхньої дії в тилу противника.

## Історія застосування
Повітрянодесантна операція, як форма розгортання і ведення бойових дій в тилу противника зародилася під час Першої світової війни 1914–1918, але тоді унаслідок обмежених можливостей перекидання військ повітрям і їх підтримки за лінією фронту, а також через порівняльні малі темпи просування військ з фронту широкого практичного застосування не отримала.

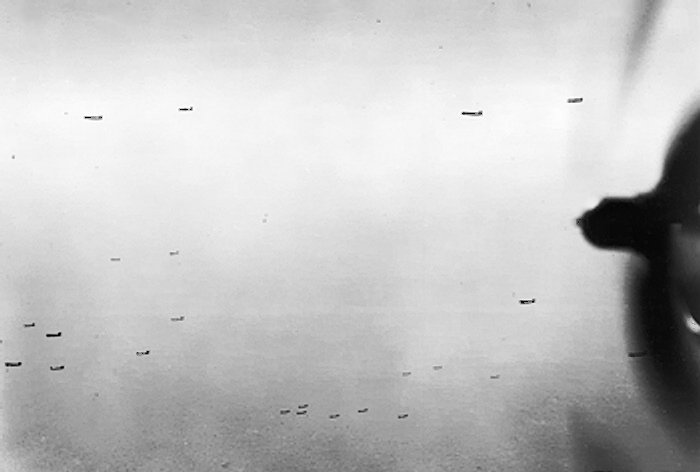
Нормандська повітряно-десантна операція 6 червня 1944 року. Переліт літаків ВТА над Ла-Маншем

### Друга світова війна
Подальший розвиток повітрянодесантні операції набули під час ведення Другої світової війни 1939–1945, однак широкого розповсюдження вони не отримали. При проведенні кампанії на території Польщі у вересні 1939 року німецькі війська вперше успішно застосовували повітряний десант в ході проведення повітрянодесантної операції. Німецькі війська проводили також невеликі повітряні-десантні операції в Норвегії, Голландії й Бельгії в 1940.
Найзначнішими повітрянодесантними операціями були: операція німецьких військ в 1941 із захоплення острова Крит; операції Радянської Армії взимку 1942 в районі Вязьми та восени 1943 в районі Черкас. Військами союзників були проведені в 1944 Нормандська і Голландська, а також Рейнська повітрянодесантна операції 1945 року операції, в яких використовувалися крупні повітряні десанти.
Армія США також застосовувала повітряний десант у ході операцій в Північній Африці в 1942, в Італії, Франції та на Далекому Сході в 1943—1945.
У 1945 радянськими військами на Далекому Сході висаджувалися повітряні десанти для захоплення аеродромів і вузлів комунікацій у мм. Харбін, Чанчунь, Мукден (Шеньян), Гірін, Дальній (Далянь), Пхеньян.

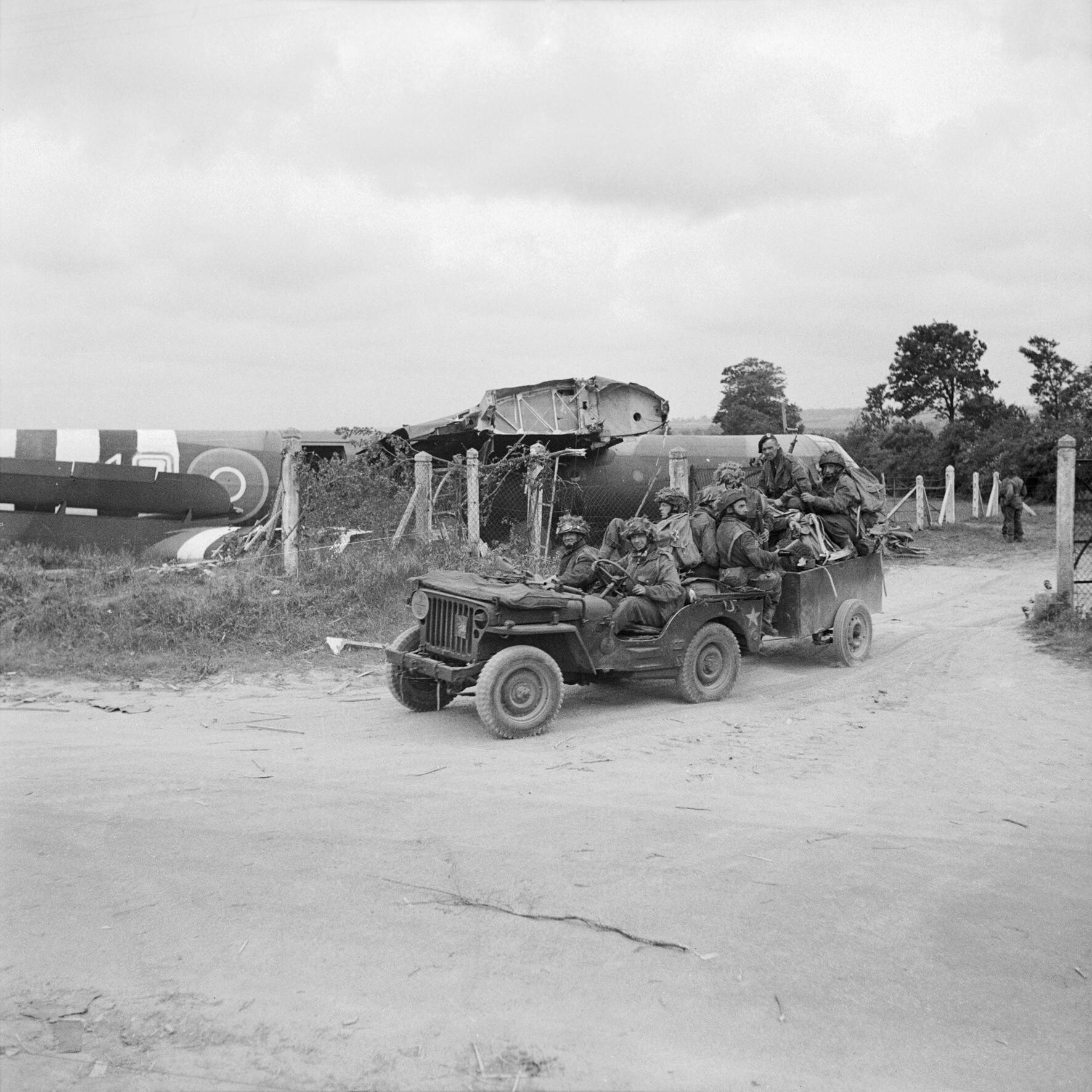
Висадка десанту з планерів у ході Нормандської повітряно-десантної операції 6 червня 1944 року

### Післявоєнний час
У післявоєнний час у зв'язку з розвитком засобів збройної боротьби й особливо створенням ядерної зброї, підвищенням бойових і транспортних можливостей авіації, розвитком повітрянодесантних військ значення повітрянодесантної операції зросло й вона одержала подальший розвиток. В СРСР та основних державах НАТО посилено розроблялися теоретичні основи повітряна-десантних операцій у нових умовах. Так, в армії США повітрянодесантні операції поділяються на тривалі й короткочасні.
Тривалі повітрянодесантні операції можуть проводитися для захоплення важливих районів території противника, районів розташування ядерних засобів, центрів воєнної промисловості й інших стратегічних об'єктів.
Для забезпечення єдиного керівництва силами й засобами в такій операції передбачається створювати об'єднане десантне командування, якому передаватимуться в оперативне підпорядкування з'єднання й частини всіх видів збройних сил, що беруть участь у повітрянодесантній операції.
Короткочасні повітрянодесантні операції можуть проводитися для сприяння сухопутним військам у досягненні високих темпів наступу, форсуванні великих водних перешкод, подоланні гірських та інших важкопрохідних районів (зон), а також для заборони підходу резервів із глибини й відходу військ противника із фронту та знищення важливих об'єктів у його тилу. Керівництво такими повітрянодесантними операціями, на думку командування НАТО, здійснюється тимчасовою повітрянодесантною оперативною групою.

## Підготовка повітрянодесантної операції
Підготовка повітрянодесантної операції включає зосередження повітрянодесантних військ, військово-транспортної авіації й матеріальних засобів у вихідних районах для десантування, підготовку військ і організацію заходів щодо забезпечення операції. Завдання повітряному десанту ставиться звичайно на весь період дій у тилу противника.
Основними завданнями військово-повітряних сил у повітряно-десантної операції є: 
- десантування військ і доставка їм боєприпасів, військової техніки й інших матеріальних засобів,
- знищення й придушення противника в районі десантування до початку викидання,
- прикриття висадки й підтримка десанту в ході бойових дій.

Бойова авіація 
- придушує засоби ППО на маршрутах прольоту військово-транспортної авіації й
- прикриває її від ударів авіації противника,
- веде боротьбу за втримання панування (переваги) у повітрі,
- ізолює район бойових дій десанту з метою не допустити або затримати підхід резервів противника,
- веде повітряну розвідку.

Склад авіації, виділений для рішення зазначених завдань, залежить від конкретної обстановки.
Так, у Рейнській повітряно-десантної операції 1945 для десантування 18-го повітряно-десантного корпусу у складі 6-ї англійської й 17-ї американської повітряно-десантних дивізій було залучено близько 1800 транспортних і понад 1300 літаків-буксирувальників вантажних планерів, а для прикриття військово-транспортної авіації й району десантування використалося 2150 винищувачів.
З'єднання й частини військ ППО прикривають від ударів авіації противника повітряний десант і військово-транспортну авіацію у вихідному районі для десантування й при польоті над своєю територією. Сили й засоби військ, що наступають із фронту, залучаються для знищення й придушення засобів ППО противника в смузі прольоту військово-транспортної авіації й підтримки десанту після його викидання (висадки) у межах досяжності своїх засобів вогневого ураження. В міру підходу військ фронту до десанту бойові можливості й обсяг завдань, що ними виконуються з підтримки повітряного десанту, збільшуються. Між десантом і військами наступу встановлюється прямий зв'язок, ретельно організується взаємодія, проводиться обмін офіцерами зв'язку, які можуть вилетіти разом з десантом або прибувати до нього після викидання (висадки).
Вихідні райони для десантування призначаються з урахуванням розташування з'єднань і частин повітряного десанту, радіуса дії військово-транспортних літаків, наявності аеродромів, шляхів виходу до них, трубопроводів, ділянок місцевості, придатних для обладнання злітно-посадочних смуг. У вихідних районах для військ, що десантуються, призначаються райони очікування, у яких війська завершують підготовку до десантування, вивчають бойове завдання, проводять тренувальні заняття. Для військово-транспортної авіації призначаються аеродроми зльоту.
За поглядами фахівців армії США, вважається, що для базування авіації, виділеної для десантування повітрянодесантної дивізії, потрібно 13-15 аеродромів. У Рейнській операції 2 дивізії десантувались із 23 аеродромів, розташованих у районах Лондона (11) і Парижа (12).
При визначенні району десантування враховуються завдання повітряного десанту, угруповання й можливості противника, характер місцевості з погляду можливості приземлення особового складу й бойової техніки. У його межах для частин призначаються зони викидання (висадки). Для повітрянодесантної дивізії звичайно передбачається кілька зон викидання й зон висадки (на майданчиках приземлення і аеродромах після їхнього захоплення). Порядок викидання військ визначається з урахуванням завдання десанту, плану його бойових дій і інших умов.

## Проведення повітрянодесантної операції
Звичайно десантування військ здійснюється двома ешелонами. Перший ешелон (іноді його називають штурмовим) включає з'єднання й частини, які десантуються парашутним способом, а другий складається із з'єднань (частин), а також важкої бойової техніки штурмового ешелону, десантується посадковим способом. Крім того, для виконання завдань з тилового забезпечення операції створюється тиловий ешелон, що залишається у вихідному районі протягом всієї повітрянодесантної операції.
Час десантування визначається з урахуванням угруповання й характеру дій противника в районі викидання, погоди, умов видимості, можливостей прикриття десанту в польоті й при викиданні. У Другій світовій війні політ військово-транспортної авіації найчастіше проводився зі змінним профілем: над своєю територією — на більших, над територією противника — на середніх і малих висотах. Висота викидання військ була в межах 300—1000 м. У післявоєнний час проявляється тенденція до її зменшення, для того щоб скоротити час перебування десантників у повітрі й досягти більшої раптовості й купчастості приземлення підрозділів. Скорочується й загальна тривалість викидання повітряних десантів.
Можлива дальність десантування в сучасних повітряне-десантних операціях практично дорівнює радіусу дій військово-транспортної авіації й коливається від кількох сотень до кількох тисяч кілометрів. Глибина десантування в порівнянні із Другої світової та Корейської війною різко зросла.
Бойові дії в повітрянодесантної операції починає штурмовий (передовий) ешелон, що відразу ж після приземлення захоплює ключові об'єкти, створює плацдарм, не допускає підходу до нього противника й забезпечує висадку головних сил, із прибуттям яких повітряний десант розширює первісний район, організує його оборону або розвиває наступ з метою опанування новими об'єктами (районами). Захоплені в тилу противника плацдарми надалі можуть використовуватися як передова база військово-повітряних сил і військово-морського флоту (сил). Тривалість самостійних дій у тилу противника, за досвідом війн, становила від декількох годин до кількох діб.
Повітрянодесантні операції закінчуються після з'єднання з наступальними з фронту військами.
Повітрянодесантні операції неодноразово проводилися під час локальних війн та збройних конфліктів.

## Славетні повітрянодесантні операції
- Критська повітрянодесантна операція 1941
- В'яземська повітрянодесантна операція 1942
- Дніпровська повітрянодесантна операція 1943
- Сицилійська повітрянодесантна операція 1943
- Нормандська повітрянодесантна операція 1944
- Голландська повітрянодесантна операція 1944
- Рейнська повітрянодесантна операція 1945

Десантування німецької 7-й пдд на Крит. 1941